# NVA Showcase 2017
Lo NVA Showcase 2017 si è svolto dall'8 al 10 dicembre 2017: al torneo hanno partecipato 12 squadre di club statunitensi; la vittoria finale è andata per la prima volta al Blizzard.

## Regolamento
La competizione vede le 8 squadre provenienti dalla NVA affrontarsi in un round-robin divise in due gironi 4 squadre ciascuno, conclusi i quali le squadre di ciascun girone incrociano, col metodo della serpentina, quelle dell'altro, dando vita in gara unica a quarti di finale, semifinali e finali.

## Squadre partecipanti
| Girone A       | Girone B           |
| -------------- | ------------------ |
| Academy United | Blizzard           |
| Arizona Sizzle | Chicago Lights Out |
| Team LVC       | Icemen             |
| Team Pineapple | Rising Tide        |

## Torneo

### Fase a gironi

#### Gruppo A

##### Risultati
| 8 dicembre 2017 Recreation & Wellness Center, Las Vegas Durata: ? - Spettatori: ? | Team Pineapple | 3 - 1 | Arizona Sizzle | 25-21, 25-16, 19-25, 25-22        |
| 8 dicembre 2017 Recreation & Wellness Center, Las Vegas Durata: ? - Spettatori: ? | Academy United | 3 - 1 | Team LVC       | 18-25, 25-20, 25-23, 25-23        |
| 8 dicembre 2017 Recreation & Wellness Center, Las Vegas Durata: ? - Spettatori: ? | Arizona Sizzle | 0 - 3 | Team LVC       | 24-26, 17-25, 19-25               |
| 8 dicembre 2017 Recreation & Wellness Center, Las Vegas Durata: ? - Spettatori: ? | Team Pineapple | 1 - 3 | Academy United | 19-25, 23-25, 25-20, 19-25        |
| 9 dicembre 2017 Recreation & Wellness Center, Las Vegas Durata: ? - Spettatori: ? | Team LVC       | 3 - 2 | Team Pineapple | 14-25, 25-18, 21-25, 25-17, 15-12 |
| 9 dicembre 2017 Recreation & Wellness Center, Las Vegas Durata: ? - Spettatori: ? | Arizona Sizzle | 2 - 3 | Academy United | 25-23, 24-26, 25-21, 16-25, 11-15 |

##### Classifica
| Pos | Squadra        | Pt | G | V | P | SV | SP | Ratio | PF | PS | Ratio |
| --- | -------------- | -- | - | - | - | -- | -- | ----- | -- | -- | ----- |
| 1   | Academy United | 3  | 3 | 3 | 0 |    |    |       | -  | -  | -     |
| 2   | Team LVC       | 2  | 3 | 2 | 1 |    |    |       | -  | -  | -     |
| 3   | Team Pineapple | 1  | 3 | 1 | 2 |    |    |       | -  | -  | -     |
| 4   | Arizona Sizzle | 0  | 3 | 0 | 3 |    |    |       | -  | -  | -     |

#### Gruppo B

##### Risultati
| 8 dicembre 2017 Recreation & Wellness Center, Las Vegas Durata: ? - Spettatori: ? | Icemen      | 3 - 1 | Rising Tide        | 25-27, 25-19, 25-19, 25-18        |
| 8 dicembre 2017 Recreation & Wellness Center, Las Vegas Durata: ? - Spettatori: ? | Blizzard    | 3 - 2 | Chicago Lights Out | 25-21, 25-27, 26-24, 19-25, 15-13 |
| 8 dicembre 2017 Recreation & Wellness Center, Las Vegas Durata: ? - Spettatori: ? | Icemen      | 3 - 1 | Blizzard           | 25-19, 25-23, 21-25, 25-20        |
| 8 dicembre 2017 Recreation & Wellness Center, Las Vegas Durata: ? - Spettatori: ? | Rising Tide | 3 - 1 | Chicago Lights Out | 25-21, 25-16, 23-25, 25-22        |
| 9 dicembre 2017 Recreation & Wellness Center, Las Vegas Durata: ? - Spettatori: ? | Blizzard    | 2 - 3 | Rising Tide        | 20-25, 25-23, 26-24, 24-26, 9-15  |
| 9 dicembre 2017 Recreation & Wellness Center, Las Vegas Durata: ? - Spettatori: ? | Icemen      | 3 - 1 | Chicago Lights Out | 25-12, 22-25, 25-23, 25-20        |

##### Classifica
| Pos | Squadra            | Pt | G | V | P | SV | SP | Ratio | PF | PS | Ratio |
| --- | ------------------ | -- | - | - | - | -- | -- | ----- | -- | -- | ----- |
| 1   | Icemen             | 3  | 3 | 3 | 0 |    |    |       | -  | -  | -     |
| 2   | Rising Tide        | 2  | 3 | 2 | 1 |    |    |       | -  | -  | -     |
| 3   | Blizzard           | 1  | 3 | 1 | 2 |    |    |       | -  | -  | -     |
| 4   | Chicago Lights Out | 0  | 3 | 0 | 3 |    |    |       | -  | -  | -     |

### Fase finale
|  | Quarti             | Quarti      |                |                | Semifinali         | Semifinali         |  |  | Finale 1º/2º posto | Finale 1º/2º posto |
|  |                    |             |                |                |                    |                    |  |  |                    |                    |
|  |                    |             |                |                |                    |                    |  |  |                    |                    |
|  |                    |             |                |                |                    |                    |  |  |                    |                    |
|  | Academy United     | 3           |                |                |                    |                    |  |  |                    |                    |
|  | Academy United     | 3           |                |                |                    |                    |  |  |                    |                    |
|  | Chicago Lights Out | 0           |                |                |                    |                    |  |  |                    |                    |
|  | Chicago Lights Out | 0           | Academy United | 3              |                    |                    |  |  |                    |                    |
|  |                    |             | Academy United | 3              |                    |                    |  |  |                    |                    |
|  |                    | Rising Tide | 1              |                |                    |                    |  |  |                    |                    |
|  | Rising Tide        | Rising Tide | 1              | 3              |                    |                    |  |  |                    |                    |
|  | Rising Tide        |             |                | 3              |                    |                    |  |  |                    |                    |
|  | Team LVC           | 0           |                |                |                    |                    |  |  |                    |                    |
|  | Team LVC           | 0           | Academy United | 1              |                    |                    |  |  |                    |                    |
|  |                    |             | Academy United | 1              |                    |                    |  |  |                    |                    |
|  |                    | Blizzard    | 3              |                |                    |                    |  |  |                    |                    |
|  | Icemen             | Blizzard    | 3              | 0              |                    |                    |  |  |                    |                    |
|  | Icemen             |             |                | 0              |                    |                    |  |  |                    |                    |
|  | Arizona Sizzle     | 3           |                |                |                    |                    |  |  |                    |                    |
|  | Arizona Sizzle     | 3           | Arizona Sizzle | 0              | Finale 3º/4º posto | Finale 3º/4º posto |  |  |                    |                    |
|  |                    |             | Arizona Sizzle | 0              | Finale 3º/4º posto | Finale 3º/4º posto |  |  |                    |                    |
|  |                    | Blizzard    | 3              |                |                    |                    |  |  |                    |                    |
|  | Team Pineapple     | Blizzard    | 3              | 1              | Rising Tide        | 3                  |  |  |                    |                    |
|  | Team Pineapple     |             |                | 1              | Rising Tide        | 3                  |  |  |                    |                    |
|  | Blizzard           | 3           |                | Arizona Sizzle | 0                  |                    |  |  |                    |                    |
|  | Blizzard           | 3           |                |                | 0                  |                    |  |  |                    |                    |
|  |                    |             |                |                |                    |                    |  |  |                    |                    |
|  |                    |             |                |                |                    |                    |  |  |                    |                    |

#### Quarti di finale
| 9 dicembre 2017 Recreation & Wellness Center, Las Vegas Durata: ? - Spettatori: ? | Academy United | 3 - 0 | Chicago Lights Out | 25-14, 25-13, 25-18        |
| 9 dicembre 2017 Recreation & Wellness Center, Las Vegas Durata: ? - Spettatori: ? | Rising Tide    | 3 - 0 | Team LVC           | 29-27, 28-26, 25-15        |
| 9 dicembre 2017 Recreation & Wellness Center, Las Vegas Durata: ? - Spettatori: ? | Icemen         | 0 - 3 | Arizona Sizzle     | 19-25, 24-26, 20-25        |
| 9 dicembre 2017 Recreation & Wellness Center, Las Vegas Durata: ? - Spettatori: ? | Team Pineapple | 1 - 3 | Blizzard           | 21-25, 25-15, 22-25, 21-25 |

#### Semifinali
| 10 dicembre 2017 Recreation & Wellness Center, Las Vegas Durata: ? - Spettatori: ? | Academy United | 3 - 1 | Rising Tide | 21-25, 25-21, 25-21, 25-21 |
| 10 dicembre 2017 Recreation & Wellness Center, Las Vegas Durata: ? - Spettatori: ? | Arizona Sizzle | 0 - 3 | Blizzard    | 23-25, 18-25, 19-25        |

#### Finale 3º posto
| 10 dicembre 2017 Recreation & Wellness Center, Las Vegas Durata: ? - Spettatori: ? | Rising Tide | 3 - 0 | Arizona Sizzle | 25-22, 25-16, 25-16 |

#### Finale
| 10 dicembre 2017 Recreation & Wellness Center, Las Vegas Durata: ? - Spettatori: ? | Academy United | 1 - 3 | Blizzard | 25-21, 21-25, 21-25, 21-25 |

## Premi individuali
| Premio                | Giocatore      | Squadra        |
| --------------------- | -------------- | -------------- |
| MVP                   | Paul Lotman    | Blizzard       |
| Miglior attaccante    | Cullen Irons   | Rising Tide    |
| Miglior muro          | Thomas Amberg  | Academy United |
| Miglior servizio      | Joseph Norton  | Team LVC       |
| Miglior palleggiatore | Riley McKibbin | Academy United |
| Miglior ricevitore    | Luis Bertrán   | Team Pineapple |